# Mongo Beti
Alexandre Biyidi Awala (30 iunie, 1932 - 8 octombrie, 2001), cunoscut și ca Mongo Beti, a fost un scriitor camerunez anticolonialist de limbă franceză.
A fost considerat unul dintre maeștrii romanului african modern.
Opera sa reprezintă o satiră la adresa politicii coloniale și misionarismului.
Ritmul narativ este susținut de observația perspicace și verva comico-satirică.

## Scrieri
- 1954: Ville cruelle ("Orașul crud");
- 1956: Le pauvre Christ de Bomba ("Sărmanul Crist din Bomba");
- 1957: Mission terminée ("Misiune terminată");
- 1958: Le roi miraculé ("Regele extaziat");
- 1972: Main basse sur le Cameroun ("Jos mâna de pe Camerun").